# Jerry Adams
Pour les articles homonymes, voir Adams.
Jerry McKee Adams (né le 17 juin 1940) est un biologiste moléculaire australo-américain dont les recherches sur la génétique de la différenciation hématopoïétique et de la malignité l'ont amené, lui et sa femme, la professeure Suzanne Cory, à être les deux premiers scientifiques à mettre au point des techniques de clonage de gènes en Australie et à cloner avec succès des gènes de mammifères.
Adams partage actuellement (avec Andreas Strasser) le poste de co-responsable de la division de génétique moléculaire du cancer à l'Institut Walter et Eliza Hall (WEHI) à Melbourne (Australie). Leur recherche, à la suite de celle de Susumu Tonegawa, a également conduit à la découverte que les gènes d'anticorps codent sous forme de morceaux, qui peuvent se recombiner de multiples façons pour aider à combattre l'infection ; ils ont également confirmé des travaux antérieurs de Shen-Ong & Cole, Leder, Hood, Croce et Hayward selon lesquels une mutation génétique conduit au lymphome de Burkitt, une tumeur maligne des cellules productrices d'anticorps, appelées « lymphocytes B ».

## Carrière
Il a étudié pour son B.Sc à l'Université Emory à Atlanta, en Géorgie. Après avoir terminé son doctorat à l'Université Harvard, Adams a reçu la bourse Helen Hay Whitney (en) pour poursuivre une formation postdoctorale. Il a passé un an sous la direction du professeur James Watson au Laboratoire de biologie moléculaire du Conseil de la recherche médicale à Cambridge, en Angleterre, année au cours de laquelle il a rencontré Suzanne Cory et a commencé leur longue collaboration. Ils ont déménagé à l'Institut de Biologie Moléculaire, à l'Université de Genève, où ils ont travaillé sous la direction du professeur A. Tissières. Adams et Cory ont ensuite déménagé en Australie et ont commencé à travailler au WEHI où ils ont créé le premier laboratoire de génétique moléculaire de l'Institut.
Leurs recherches ont d'abord examiné comment les lymphocytes pouvaient produire autant d'anticorps différents, fournissant des informations sur les segments constants et variables d'anticorps, et comment ils sont réarrangés et supprimés. Ensuite, Adams et son équipe se sont lancés dans l'étude de la génétique du cancer.
C'est dans le laboratoire d'Adams que son doctorant, David Vaux, a fait le lien entre l'apoptose (mort cellulaire programmée) et le cancer, tout en étudiant le gène bcl-2 dans le lymphome folliculaire, le lymphome humain le plus fréquent.
En 2007, Adams a été nommé membre du comité consultatif de la recherche médicale de l'Australian Cancer Research Foundation (en) (ACRF). Il fait partie d'un groupe de scientifiques de premier plan qui évaluent les demandes de subventions pour la recherche médicale reçues par l'ACRF.

## Prix et distinctions
Il a été élu membre de la Royal Society en 1992 et de la Royal Society of Victoria (FRSV) en 1997. En 2014, il a reçu la médaille et la conférence Macfarlane Burnet (en) de l'Académie australienne des sciences. Il a été élu membre de l'Académie australienne des sciences de la santé et de la médecine en 2021, après avoir déjà été élu fellow de l'Académie australienne des sciences (1985) et fellow de l'Académie AACR (2014).
Il a par ailleurs été lauréat du David Syme Research Prize (1982), de la médaille du Centenaire (2001).

## Vie privée
Il est marié à sa collègue scientifique et collaboratrice Suzanne Cory ; ils ont 2 enfants.